# Paramischocyttarus lacuum
Paramischocyttarus lacuum är en stekelart som beskrevs av Hermann Stadelmann 1898.
Paramischocyttarus lacuum ingår i släktet Paramischocyttarus och familjen Eumenidae. Inga underarter finns listade i Catalogue of Life.